# Vergetot
Vergetot és un municipi francès situat al departament del Sena Marítim i a la regió de Normandia. L'any 2007 tenia 415 habitants.

## Demografia

### Població
El 2007 la població de fet de Vergetot era de 415 persones. Hi havia 133 famílies de les quals 12 eren unipersonals (8 homes vivint sols i 4 dones vivint soles), 43 parelles sense fills i 78 parelles amb fills.
La població ha evolucionat segons el següent gràfic:
Habitants censats

### Habitatges
El 2007 hi havia 145 habitatges, 136 eren l'habitatge principal de la família, 5 eren segones residències i 3 estaven desocupats. 142 eren cases i 1 era un apartament. Dels 136 habitatges principals, 126 estaven ocupats pels seus propietaris, 10 estaven llogats i ocupats pels llogaters i 1 estava cedit a títol gratuït; 2 tenien dues cambres, 11 en tenien tres, 32 en tenien quatre i 91 en tenien cinc o més. 127 habitatges disposaven pel capbaix d'una plaça de pàrquing. A 36 habitatges hi havia un automòbil i a 98 n'hi havia dos o més.

### Piràmide de població
La piràmide de població per edats i sexe el 2009 era:
| Homes | Edats   | Dones |
| ----- | ------- | ----- |
| 0     | 95 o +  | 0     |
| 0     | 90 a 94 | 0     |
| 4     | 85 a 89 | 0     |
| 0     | 80 a 84 | 0     |
| 0     | 75 a 79 | 0     |
| 4     | 70 a 74 | 4     |
| 16    | 65 a 69 | 4     |
| 0     | 60 a 64 | 16    |
| 4     | 55 a 59 | 4     |
| 20    | 50 a 54 | 12    |
| 16    | 45 a 49 | 12    |
| 16    | 40 a 44 | 12    |
| 16    | 35 a 39 | 28    |
| 8     | 30 a 34 | 8     |
| 12    | 25 a 29 | 8     |
| 16    | 20 a 24 | 16    |
| 16    | 15 a 19 | 20    |
| 16    | 10 a 14 | 32    |
| 8     | 5 a 9   | 4     |
| 12    | 0 a 4   | 4     |

## Economia
El 2007 la població en edat de treballar era de 277 persones, 206 eren actives i 71 eren inactives. De les 206 persones actives 194 estaven ocupades (102 homes i 92 dones) i 12 estaven aturades (4 homes i 8 dones). De les 71 persones inactives 23 estaven jubilades, 22 estaven estudiant i 26 estaven classificades com a «altres inactius».

### Ingressos
El 2009 a Vergetot hi havia 139 unitats fiscals que integraven 425 persones, la mediana anual d'ingressos fiscals per persona era de 21.860 €.

### Activitats econòmiques
Dels 16 establiments que hi havia el 2007, 2 eren d'empreses de fabricació d'altres productes industrials, 8 d'empreses de construcció, 1 d'una empresa financera, 1 d'una empresa immobiliària i 4 d'empreses de serveis.
Dels 7 establiments de servei als particulars que hi havia el 2009, 6 eren fusteries i 1 electricista.
L'any 2000 a Vergetot hi havia 9 explotacions agrícoles que ocupaven un total de 294 hectàrees.

## Equipaments sanitaris i escolars
El 2009 hi havia una escola elemental integrada dins d'un grup escolar amb les comunes properes formant una escola dispersa.

## Poblacions més properes
El següent diagrama mostra les poblacions més properes.